# Listă de profesori români
Lista de mai jos cuprinde o serie de profesori notabili din școli și universități românești.

## A
- Vlad Alexandrescu
- Ioan Alexandru
- Ecaterina Andronescu
- Eugen Angelescu
- Mircea Anghelescu
- Andrei Avram
- Mioara Avram
- Petre Anghel

## B
- Victor Babeș
- Alexandru Balaci
- Andrei Bantaș
- Dan Barbilian
- Constantin Bălăceanu-Stolnici
- Dan Berindei
- Ion Bianu
- Jacques Byck
- Lucian Blaga
- Marcian Bleahu
- Ioan Bogdan
- Dimitrie Brândză
- Teodor Bodoașcă

## C
- Ion Aurel Candrea
- Theodor Capidan
- Dumitru Caracostea
- Matilda Caragiu Marioțeanu
- Nicolae Cartojan
- Vera Călin
- George Călinescu
- Matei Călinescu
- Mircea Cărtărescu
- Dan Nicolae Gheorghe Ceaușescu
- Alexandru Cecal
- Șerban Cioculescu
- Constantin Ciopraga
- Eugen Cizek
- Ion Cojar
- Emil Constantinescu
- Alexandra Cornilescu
- Nicolae Corodeanu
- Gheorghe Costaforu
- Ion Coteanu
- Gabriela Creția
- Petru Creția
- Ovid S. Crohmălniceanu
- Thomas Csinta

## D
- Daniel David
- Ovid Densusianu
- Nicolae Dinculeanu
- Eugen Dobroiu
- Vintilă Dongoroz
- Mihail Dragomirescu
- Constantin Drâmbă
- Zoe Dumitrescu-Bușulenga
- Mircea Dumitru
- Constantin M. Drăgan

## E
- Mircea Eliade
- Roxana Eminescu

## F
- Iancu Fischer
- Narcisa Forăscu
- Liviu Franga

## G
- George Gană
- Alin Gavreliuc
- Alexandru Ghika
- Gheorghe Ghițescu
- Constantin Giurescu
- Alexandru Graur
- Ion Th. Grigore
- Dan Grigorescu
- Dimitrie Gusti
- Valeria Guțu Romalo

## H
- Spiru Haret
- Bogdan Petriceicu-Hasdeu
- Dan Hăulică
- Ion Heliade Rădulescu
- Maria Hetco
- Theodor Hristea

## I
- Caius Iacob
- Ion Ianoși
- Eugen Ionescu
- Nae Ionescu
- Liviu Ionesi
- Iorgu Iordan
- Nicolae Iorga
- Antonie Iorgovan
- Silvian Iosifescu

## J
- Athanase Joja

## L
- Traian Lalescu
- Ion Bogdan Lefter
- Leon Levițchi
- Lolliot Henry
- Gabriel Liiceanu
- Eugen Lovinescu

## M
- Dimitrie Macrea
- Titu Maiorescu
- Nicolae Manolescu
- Pompiliu Marcea
- Alexandru Marcu
- Solomon Marcus
- Gheorghe Marinescu
- Gheorghe D. Marinescu
- Adrian Marino
- Mircea Martin
- Irina Mavrodin
- Dan Horia Mazilu
- Nicolae Mărgineanu
- Octavian Mândruț
- Simion Mehedinți
- Istrate Micescu
- Dumitru Micu
- Nicolae N. Mihăileanu
- Gheorghe Mihoc
- Grigore Moisil
- Constantin Rădulescu-Motru
- Teodor Murășanu
- Camil Mureșan
- Stelică Muscalu
- Mircea Muthu
- Gheorghe Muhlfay

## N
- Ion Negoițescu
- P. P. Negulescu
- Mihai Nichita
- Miron Nicolescu

## O
- Lucia Ofrim
- Dimitrie Onciul
- Octav Onicescu
- Ramiro Ortiz

## P
- Gabriela Pană Dindelegan
- Ermil Pangrati
- Liviu Papadima
- Ovidiu Papadima
- Tache Papahagi
- Edgar Papu
- Adrian-Paul Iliescu
- Bogdan Pătruț
- Ioan Pătruț
- Vasile Pârvan
- Ioana Pârvulescu
- Perpessicius
- Zoe Petre
- Marta Petreu
- Emil Petrovici
- Ion Petrovici
- Alexandru Piru
- Petrache Poenaru
- Cicerone Poghirc
- Ion Pop
- Mihai Pop
- Simona Popescu

## R
- Valeriu Râpeanu
- Alexandru Rosetti
- Ioanid Roșu
- Ion Rotaru
- Remus Rus
- Liviu Rusu
- Demostene Russo
- Dumitru Rusu

## S
- Ioan Scurtu
- Eugen Simion
- Ion Th. Simionescu
- Dan Slușanschi
- Solomon Marcus
- Stancu-Țipișcă Mariana
- Dumitru Stăniloaie
- Adriana Stoichițoiu-Ichim
- Simion Stoilov
- Vladimir Streinu
- Radu Surdulescu

## T
- Nicolae-Victor Teodorescu
- Răzvan Theodorescu
- Nicolae Titulescu
- Eugen Todoran
- Romulus Todoran
- August Treboniu Laurian

## Ț
- Gheorghe Țițeica

## V
- Ion Vartic
- Emanuel Vasiliu
- Andra Vasilescu
- Victor Vâlcovici
- Ion Văduva
- Elena Vianu
- Tudor Vianu
- Sorin Vieru
- Ion Vlad
- Gheorghe Vlăduțescu
- Radu Voinea
- Alice Voinescu
- Gheorghe Vrânceanu

## W
- Lucia Wald
- Eric Winterhalder

## X
- Alexandru D. Xenopol

## Z
- Mircea Zaciu
- Rodica Zafiu
- Ana Maria Zahariade
- Elena Zaharia Filipaș
- Mihai Zamfir